# Europa da Liberdade e da Democracia Direta
Europa da Liberdade e da Democracia Directa foi um grupo político europeu eurocéptico de politicamente de direita com assento no Parlamento Europeu. Formado após as eleições parlamentares europeias de 2009, era constituído sobretudo por elementos da União para a Europa das Nações e do grupo Independência/Democracia, ambos extintos no final da anterior magistratura.
Após as Eleições para o Parlamento Europeu de 2014, o grupo foi refundado com o nome de Europa da Liberdade e da Democracia Directa, sendo que só 2 dos partidos membros do actual grupo já se encontrava juntos no grupo da Europa da Liberdade e da Democracia.

## História

### Formação
Depois das eleições parlamentares europeias de 2009, houve dois grupos políticos europeus, o União para a Europa das Nações e o Independência/Democracia, que estavam em apuros. Ao Partido da Independência do Reino Unido, parte do grupo Independência/Democracia, as eleições tinham corrido bem, mas todos os outros partidos do seu grupo tinham tido resultados bastante fracos. A União para a Europa das Nanções perdera também deputados europeus e os dois grupos tinham caído abaixo do número mínimo de deputados necessário para a constituição de um grupo no Parlamento Europeu.
Após as Eleições para o Parlamento Europeu de 2014, o grupo da Europa da Liberdade e da Democracia ficou em perigo de desaparecer, muito devido ao abandono de partidos como o Partido Popular Dinamarquês e  o Partido dos Verdadeiros Finlandeses que se juntaram ao grupo dos Reformistas e Conservadores Europeus, ou, também por fracos resultados obtidos por membros do grupo como, a Concentração Popular Ortodoxa e o Partido Nacional Eslovaco.
O grupo lá se consegui reorganizar e continuar como grupo parlamentar no Parlamento Europeu, com o nome de Europa da Liberdade e da Democracia Directa, essencialmente, graças à inclusão de novos partidos como o MoVimento 5 Estrelas e os Democratas Suecos que, permitiram assegurar os requisitos exigidos para formar um grupo parlamentar .

## Membros (2009-2014)
Europa da Liberdade e da Democracia tem 28 deputados eleitos para o parlamento europeu:
| Estado Membro | Partido                                 | D  | Grupo Anterior                 |
| ------------- | --------------------------------------- | -- | ------------------------------ |
| Dinamarca     | Partido Popular da Dinamarca            | 1  | União para a Europa das Nações |
| Finlândia     | Partido dos Verdadeiros Finlandeses     | 1  | nenhum                         |
| França        | Movimento por França                    | 1  | Independência/Democracia       |
| Grécia        | Concentração Popular Ortodoxa           | 2  | Independência/Democracia       |
| Itália        | Liga Norte                              | 9  | União para a Europa das Nações |
| Lituânia      | Ordem e Justiça                         | 2  | União para a Europa das Nações |
| Países Baixos | Partido Político Reformado              | 1  | Independência/Democracia       |
| Eslováquia    | Partido Nacional Eslovaco               | 1  | nenhum                         |
| Reino Unido   | Partido da Independência do Reino Unido | 10 | Independência/Democracia       |

## Membros (2014-2019)
Europa da Liberdade e da Democracia Directa tem 42 deputados europeus no Parlamento Europeu:
| País        | Nome                                    | Deputados | CI. | Resultado    |
| ----------- | --------------------------------------- | --------- | --- | ------------ |
| Alemanha    | Alternativa para a Alemanha             | 1 / 96    | 5.º | 7,0 / 100,0  |
| França      | Os Patriotas                            | 2 / 74    |     |              |
| França      | Levantar a França                       | 1 / 74    | 7.º | 3,8 / 100,0  |
| França      | Os Franceses Livres                     | 1 / 74    |     |              |
| França      | Independentes                           | 2 / 74    |     |              |
| Itália      | MoVimento 5 Estrelas                    | 14 / 73   | 2.º | 21,2 / 100,0 |
| Lituânia    | Ordem e Justiça                         | 1 / 11    | 4.º | 14,3 / 100,0 |
| Polónia     | Liberdade                               | 1 / 51    |     |              |
| Reino Unido | Partido do Brexit                       | 8 / 73    |     |              |
| Reino Unido | Partido de Independência do Reino Unido | 3 / 73    | 1.º | 26,6 / 100,0 |
| Reino Unido | Partido Libertário                      | 1 / 73    |     |              |
| Reino Unido | Partido Social Democrata                | 1 / 73    |     |              |
| Reino Unido | Independentes                           | 2 / 73    |     |              |
| Chéquia     | Partido dos Cidadãos Livres             | 1 / 21    | 7.º | 5,2 / 100,0  |